# ميكو (جنس)
ميكو (Mico) هو جنس من سعادين العالم الجديد من عائلة بهيات الشعر، والتي تحوي على سعادين القشة والطمارين. كان جنس ميكو يُعتبر سابقًا نوعًا فرعيًا من جنس «كاليثريكس».

## التصنيف
يختلف جنس ميكو عن كاليثريكس في مورفولوجيا الأسنان وعلم الوراثة والتوزيع الجغرافي: يتم توزيع أنواع بهي الشعر في شرق البرازيل (غابة الأطلسي بشكل رئيسي)، بينما يتم توزيع أنواع الميكو في منطقة الأمازون جنوب ريو ماديرا، على الرغم من وجود نوع واحد يوجد في سهل البانتانال والتشاكو، وهو قرد القشة ذو الذيل الأسود. قشة روزمالين القزم (Callibella humilis) كان يعتبر سابقاً من أنواع الميكو، ولكن لديها الآن جنس خاص به وهو «كاليبيلا» Callibella ، ويرجع ذلك أساساً إلى اختلافات في الحجم  وعلم الوراثة. تختلف أنواع ميكو من القردة من فصيلة الطمارين حيث يختلف الميكو في توسيع قاطعة الأسنان لكنهما نفس حجم الأنياب والتي تستخدم في أحداث ثقوب في الأشجار لإستخراج الإفرازات.
كما تغير تصنيف مستوى الأنواع داخل ميكو بشكل ملحوظ في العقود الأخيرة. عادة ما تعاملت السلطات السابقة جميعًا على أنها سلالات فرعية من M. argentatus (بما في ذلك الأصناف ذات الأذنين العارية) أو القشة سانتاريم (بما في ذلك الأصناف ذات الأذنين المشعرة)، أو حتى اقترحت أن جميعها كانت سلالات فرعية من M. argentatus.  أشارت السلطات الحديثة إلى أن العديد من الأصناف مميزة للغاية، واتبعت مفهوم الأنواع التطورية، تم اقتراح رفع جميع الأنواع الفرعية السابقة إلى حالة الأنواع في عام 2001. وقد تم اتباع هذا بشكل عام منذ ذلك الحين. علاوة على ذلك، تم وصف ثمانية من الأنواع الستة عشر المُعترف بها حاليًا للعلم فقط بعد عام 1990. إن صلاحية أحد الأنواع الموصوفة في عام 1990، القشة مانيكور، مشكوك فيها، حيث لم تجد المراجعة أي اختلافات بينها وبين القشة ماركا  مما دفع الاتحاد الدولي لحفظ الطبيعة (IUCN) إلى التعامل مع الأول باعتباره مرادفًا للأخير.

### الأنواع
| صورة | الاسم العلمي      | اسم شائع             | توزيع                                                                                           |
| ---- | ----------------- | -------------------- | ----------------------------------------------------------------------------------------------- |
|      | Mico acariensis   | قرد القشة ريو آكاري  | البرازيل.                                                                                       |
|      | Mico argentatus   | قرد القشة الفضي      | غابات الأمازون الشرقية في البرازيل                                                              |
|      | Mico leucippe     | قرد القشة الأبيض     | البرازيل.                                                                                       |
|      | Mico emiliae      | قرد القشة إميليا     | ولايات بارا وماتو غروسو البرازيلية                                                              |
|      | Mico nigriceps    | قرد القشة أسود الرأس | البرازيل                                                                                        |
|      | Mico marcai       | قرد القشة ماركا      | أريبوانا-مانيكور إنترلوفيم في البرازيل                                                          |
|      | Mico melanurus    | قرد القشة أسود الذيل | جنوب وسط الأمازون في البرازيل، جنوبًا عبر بانتانال وشرق بوليفيا، إلى تشاكو في أقصى شمال باراجواي |
|      | Mico humeralifer  | قرد القشة سانتاريم   | ولايات أمازوناس البرازيلية وبارا                                                                |
|      | Mico mauesi       | قرد القشة مويس       | البرازيل                                                                                        |
|      | Mico munduruku    | قشة موندوروكو        | ولايات أمازوناس وبارا البرازيلية                                                                |
|      | Mico chrysoleucus | قرد القشة ذهبي وأبيض | ولاية الأمازون الشرقية في البرازيل                                                              |
|      | Mico intermedia   | قرد القشة هيرشكوفيتز | البرازيل                                                                                        |
|      | Mico saterei      | قرد القشة ساتيري     | البرازيل                                                                                        |
|      | Mico schneideri   | قرد القشة شنايدر     | البرازيل                                                                                        |
|      | Mico rondoni      | قرد القشة روندون     | البرازيل بواسطة ريو ماموري، ريو ماديرا وريو جي بارانا، سيرا دوس باكاس نوفوس                     |
|      |                   |                      |                                                                                                 |

## علم البيئة
بشكل عام، تميل أنواع ميكو وكاليثريكس إلى تشكيل مجموعات أكبر وتعيش ضمن نطاقات منزل أصغر، وبالتالي تعيش في كثافات تعدادية أعلى، مقارنة بالقشيات الأخرى. ولكن هذه الإحصاءات يمكن أن تختلف اختلافًا كبيرًا بين أنواع ميكو المختلفة.
تشكل الإفرازات، مثل الصمغ والنسغ والفواكه والرحيق والفطريات، الجزء الأكبر من نظام ميكو، ولكنها تأكل أيضًا الحيوانات مثل المفصليات والطيور الصغيرة والسحالي الصغيرة والضفادع. وهي متخصصة في استغلال الإفرازات من خلال القواطع السفلية المطولة التي تشبه الإزميل وفكها الواسع الذي يسمح لهما بنقر اللحاء من الأشجار التي تنتج اللثة. تحتوي أمعاءها أيضًا على أعور معقد مكبر يسمح لهضم اللثة بكفاءة أكبر من معظم الحيوانات الأخرى. تسمح قدرة جنس الميكو بالتغذية على الإفرازات للبقاء على قيد الحياة في المناطق التي تكون فيها الفاكهة موسمية للغاية أو غير متوفرة بسهولة.
تلد إناث ميكو عمومًا طفلين أو أكثر في المرة الواحدة. يمكنهم الإباضة والحمل في غضون أسبوعين إلى أربعة أسابيع بعد الولادة، والإباضة لا تمنعها الإرضاع. تصل الإناث إلى مرحلة النضج الجنسي بشكل عام بين 12 و 17 شهرًا، والذكور بين 15 و 25 شهرًا.
قشة إميليا، تتفاعل أحيانًا مع طمارين ذو الوشاح البني (Saguinus fuscicollis).